# Tareq Khattab
Tareq Ziad Jabr Khattab (Ammán, 1992. május 6. –) palesztin származású jordániai válogatott labdarúgóhátvéd.

## Pályafutása

### A válogatottban
2013-ban játszott először a jordán válogatottban.
2019-ig 47 nemzetközi mérkőzésen szerepelt és két gólt szerzett.